# 미노스 문명

미노스 문명의 발원지 크레타섬 지도. 클릭하면 확대하여 구체적 지명을 확인할 수 있다.

미노스 문명(Minoan civilization, 기원전 3650년경~기원전 1170년경), 미노아 문명 또는 크레타 문명은 그리스의 크레타섬에 있었던 그리스 청동기 시대의 고대 문명이다. 미노스 문명은 기원전 2700~1500년경 동안 번성했다. 그 후로는 미케네 문명이 크레타섬의 미노스 문명의 영역을 지배하였다. 미노스 문명은 20세기 초에 영국 고고학자 아서 에반스의 발굴에 의해 재발견되었으며, 1939년 윌 듀런트는 미노스 문명을 "연속된 유럽의 첫 고리"라고 하였다.
거대한 건축물과 역동적인 예술로 잘 알려져 있으며, 유럽 최초의 문명으로 평가되곤 한다. 크노소스와 파이스토스의 미노스 궁전 유적은 오늘날에도 많은 관광객이 찾는 명소이다.
미노스 문명은 기원전 약 3100년경 지역 신석기 문화로부터 발전하였으며, 복잡한 도시 정착지는 기원전 2000년경부터 형성되기 시작했다. 기원전 약 1450년 이후에는 그리스 본토의 미케네인에게 문화적으로 혹은 정치적으로도 지배를 받으며, 두 문화가 결합된 혼합 형태로 발전하였고, 이 문화는 기원전 1100년경까지 지속되었다.
미노스 예술은 화려하게 장식된 도기, 인장, 소형 조각상, 그리고 다채로운 프레스코화 등으로 대표되며 자연과 종교 의식 같은 주제를 주로 다루었다. 미노스 예술은 환상적이고 황홀한 느낌을 지닌 것으로 자주 묘사되며, 인물들은 움직임을 암시하는 방식으로 표현되었다.
미노스 사회의 구조에 대해서는 알려진 바가 거의 없다. 미노스 예술에서는 군주의 명확한 묘사가 나타나지 않으며, 문자 자료에 따르면 다른 형태의 정치 체계를 갖고 있었을 가능성도 제기된다. 또한, 미노스 문명이 하나의 통일된 국가였는지도 분명하지 않다. 종교적으로는 산봉우리의 성소나 신성한 동굴에서의 제의가 행해졌다는 점만 알려져 있으며, 어떤 신을 숭배했는지에 대해서는 구체적으로 알려진 것이 없다.
미노스인들은 미로처럼 복잡한 구조의 거대한 건축물을 건설했다. 고고학자들은 처음에 이를 '궁전' 유적으로 보았다. 그러나 후속 연구에 따르면 이 건물들은 왕의 거처라기보다는 종교적·경제적 기능을 수행한 복합 시설이었으며, 미노스 사회 내에서의 정확한 역할은 현재도 학문적으로 논의되고 있다.
미노스인들은 활발한 교역 활동을 벌였으며, 농산물과 고급 공예품을 수출하고, 크레타에서는 구하기 어려운 금속 원자재를 수입하였다. 이와 같은 교역과 장인의 활동을 통해 미노스 문화는 크레타를 넘어 에게해와 동지중해 지역으로 퍼져나갔다. 미노스 장인들은 외국의 상류층에 의해 고용되었으며, 예를 들어 이집트의 아바리스에서 프레스코화를 그리는 데 참여하기도 했다.
미노스인들은 '크레타 신성문자'와 '선형문자 A'로 알려진 두 가지 문자 체계를 개발하였다. 이들 문자 모두 완전히 해독되지 않았기 때문에, 미노스어의 정체는 여전히 밝혀지지 않았다. 현재까지의 연구에 따르면, 미노스어는 인도유럽어나 셈어계 언어 등 기존의 잘 알려진 언어 계통에 속하지 않을 가능성이 크다. 기원전 1450년 이후, 선형 문자 A를 개량한 '선형문자 B'가 미케네 그리스어를 표기하는 데 사용되었으며, 동시에 크레타에서도 행정 언어로 자리잡았다. 청동기 시대 이후의 몇몇 비문에 나타나는 '에테오크레타어(Eteocretan)'는 미노스어의 후손일 가능성도 제기되고 있다.
미노스 문명은 후기 청동기 시대의 붕괴 이후 오랫동안 잊혀져 있었으나, 20세기 초 고고학적 발굴을 통해 다시 세상에 알려지게 되었다. '미노스'라는 용어는 크노소스를 발굴한 아서 에반스가 명명한 것으로, 그는 이 유적이 본토의 미케네 문화와는 문화적으로 구별된다는 점을 밝혀냈다. 곧이어 페데리코 할베르(Federico Halbherr)와 루이지 페르니에르(Luigi Pernier)는 파이스토스 궁전과 인근 하이아 트리아다(Hagia Triada) 정착지를 발굴하였다. 1952년에는 마이클 벤트리스(Michael Ventris)가 앨리스 코버(Alice Kober)의 선행 연구를 바탕으로 선형 문자 B를 해독함으로써 중요한 돌파구가 마련되었고, 이를 통해 미노스 궁전 시대 말기의 경제 및 사회 조직에 대한 핵심 정보가 밝혀졌다. 미노스 유적에 대한 발굴은 현재도 계속되고 있으며, 최근에는 아르메니(Armeni)의 네크로폴리스와 코모스(Kommos)의 항구 도시가 새롭게 발굴되었다.

## 어원
미노스인들이 자신들을 어떻게 칭했는지는 알려져 있지 않다. "미노스의"를 뜻하는 "미노안(Minoan)"이라는 낱말은 아서 에반스가 크레타섬의 전설적인 왕의 이름인 미노스(Minos)에서 만들어낸 말이다. 미노스는 그리스 신화의 미로 이야기에 나오는 인물인데, 아서 에반스는 그 곳이 크노소스라고 비정했다. 혹자는 시리아 마리(Mari) 문서고에 나오는 고대 이집트의 지명 "케프티우"(Keftiu, *kaftāw)와 셈어 "카프토르"("Kaftor" 혹은 "Caphtor") 그리고 "카프타라"(Kaptara)가 크레테 섬을 이르는 말이라고 주장하기도 한다. 미노스 문명이 멸망한 지 수 백년 뒤에 나온 오디세이아에는 크레테 원주민을 "에테오크레테 사람"(Eteocretans, "진짜 크레테 사람")이라고 불렀는데, 이들이 아마도 미노스인의 후손일 것이다.
미노스 사람들은 미케네 그리스인들에게 큰 영향을 주었는데, 가령 초기 그리스의 문자인 선문자 B는 미노스 문명의 선문자 A를 받아들인 것이다.

## 신화
미노스 문명은 그리스 세계의 발전에 중요한 기여를 하였으며, 간접적으로는 그리스 신화 속 크레타 전승에도 영향을 미쳤다.

### 제우스
미노스 문명이 그리스 신화에 남긴 영향의 한 예는 제우스 숭배이다. 그리스 본토 대부분에서는 제우스를 불사의 신들의 아버지로서 올림포스에 거처하는 존재로 여겼지만, 크레타에서는 제우스가 매년 명계에서 다시 태어난다는 신앙이 유지되었다. 크레타 전승에 따르면 제우스의 무덤은 크레타의 죽타스 산에 있다고 전해지며, 아서 에반스는 이미 1909년에 이곳에서 정상 제단 유적을 발견했다. 1974년부터는 이 죽타스 산에서 보다 본격적인 발굴이 이루어졌으며, 그 과정에서 미노스 시대의 제단과 두 개의 이중 도끼가 발견되었다. 이 유물들은 제단이 제사 장소였을 가능성을 시사한다. 미노스 시대의 봉헌물들은 제우스가 태어났다고 전해지는 이다 동굴에서도 발견되었으며, 이 같은 발견은 고고학자들에 의해 제우스의 탄생과 죽음이 크레타의 산악 동굴에서 행해졌던 미노스 시대 종교 의식에 그 기원을 두고 있을 가능성을 뒷받침하는 증거로 여겨진다.

### 황소

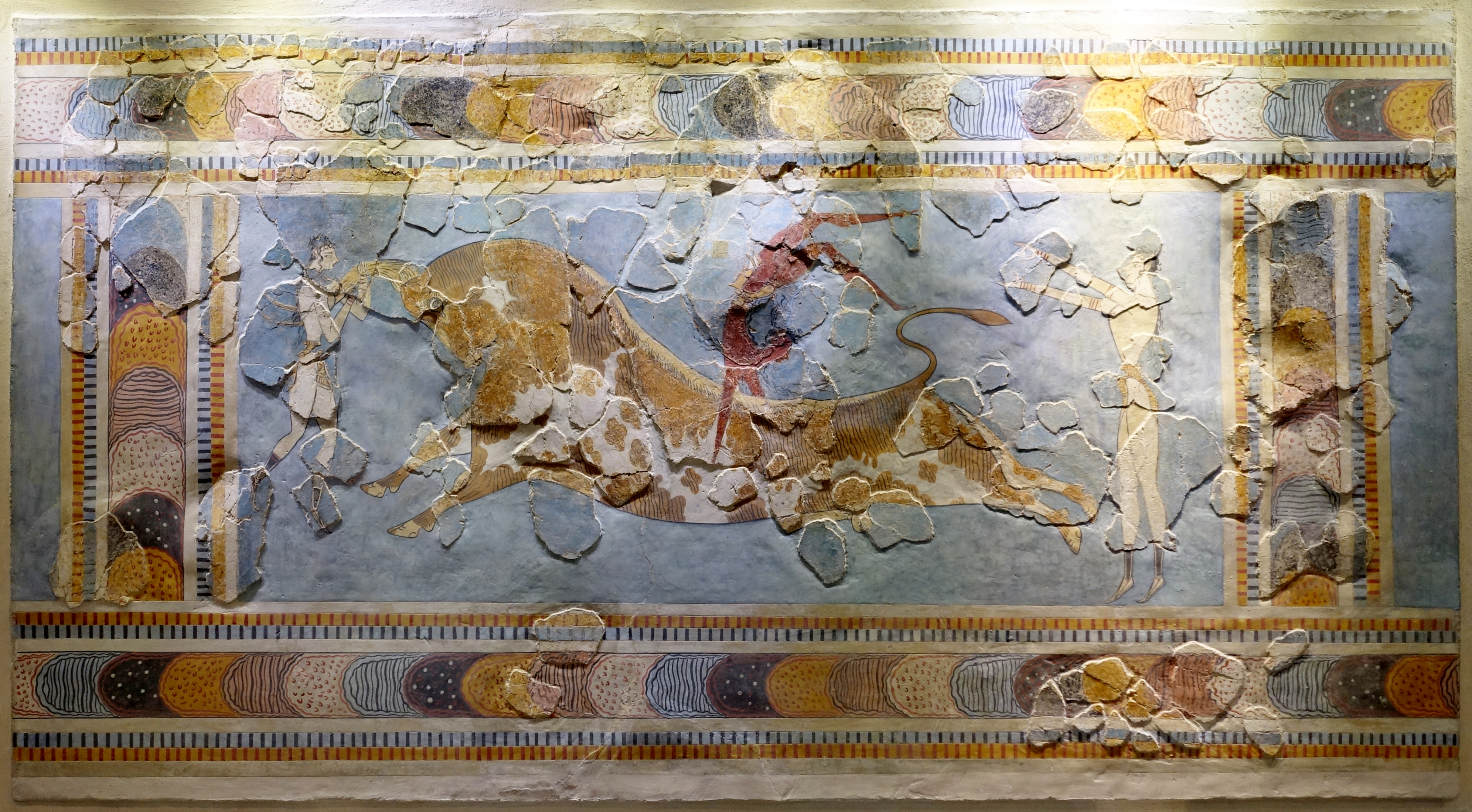
크노소스에서 출토된 황소도약 벽화(기원전 1600–1450년)

그리스 신화에서 크레타는 여러 차례 황소와 관련된 이야기의 무대로 등장한다. 페니키아의 공주 에우로페를 납치할 때, 제우스는 황소의 모습으로 변신하였다. 또 크레타의 왕위 계승에서 형제들과 경쟁하던 미노스는 바다의 신 포세이돈에게 제물을 보내달라고 청하였다. 포세이돈은 이에 응하여 흰 황소를 보냈고, 미노스의 아내인 파시파에가 이 크레타의 황소와 관계하여 반은 황소이고 반은 인간인 미노타우로스를 낳았다고 전해진다. 이와 같은 신화는 어느 정도 역사적 배경이 있을 가능성이 있는데, 실제로 고고학적 발견을 통해 황소가 미노스인들에게 제물로 바쳐졌다는 사실은 명확히 입증되어 있다.
황소가 미노스 종교에서 차지했던 중요성은 크노소스 궁전에서 발견된 20점의 부조와 9점의 벽화에서도 분명히 드러난다. 고고학자들은 황소 모양의 조각상들과 황소가 새겨진 반지나 용기 등 다양한 유물들을 발견하였다. 이와 관련하여, 황소도약을 묘사한 것으로 보이는 그림들도 존재하는데, 이는 의례적인 행위였을 가능성이 있다. 고고학자 디아만티스 파나기오토풀로스는 황소와의 싸움 장면이 대부분 관중과 함께 묘사된다는 점에 주목하며, 이러한 행위가 사회적 결속을 강화하는 역할을 했을 수도 있다고 보았다. 만약 황소도약이 ‘국가적 중요성을 지닌 의식’이었다면, 그것이 미노스 궁전에서 두드러지게 강조된 이유가 설명된다.
그리스 고대사학자 안겔로스 하니오티스는 황소 싸움을 통과의례로 간주하였다. 젊은 남성들이 황소와 싸워 성숙함을 증명하고, 성공적으로 싸움을 마친 후에는 성인 사회에 편입될 수 있었던 것이다. 이와 유사한 맥락에서 사냥 장면이나 권투 시합 또한 해석된다. 이러한 배경 속에서 미노타우로스가 사람을 잡아먹는 괴물이라는 전설이 비롯되었을 가능성도 있는데, 실제로 일부 젊은이들은 위험한 황소도약에서 살아남지 못했을 수 있다. 최근에는 황소도약에 참여한 이들이 남성뿐만 아니라 여성도 포함되었을 가능성도 제기되고 있다.

### 미노스왕
그리스 신화에서 미노스는 바다의 신 포세이돈이 자신의 선택을 나타내는 표시로 흰 황소를 보내줌으로써 형제들과의 왕위 경쟁에서 승리할 수 있었다고 한다. 신들에 의해 지배 엘리트의 정당성이 부여되었을 가능성도 있으며, 이는 사제 지배 또는 신화에서 묘사되는 사제왕의 형태였을 수 있다. 미노스 궁전에는 종교적 요소가 다수 존재하며, 특히 서쪽 날개는 다산의 여신을 위한 예배 공간이었을 가능성이 있다.
그리스의 역사가 헤로도토스와 투키디데스는 미노스 왕이 한때 바다를 지배한 해양제국의 군주였으며, 에게해의 여러 섬들과 소아시아 해안에 식민지를세웠다고 전한다. 에게해 및 그리스 본토(특히 테라, 테베, 라코니아, 메세니아) 지역에서 발견된 다양한 고고학적 유물은 미노스인의 정치적·경제적 영향력을 명백히 증명하고 있다. 그러나 학계에서는 미노스인들이 크레타 외부 지역에서 실제로 어느 정도까지 정치적·행정적 통제를 행사했는지에 대해서는 논쟁이 있다. 특히 ‘식민지’라는 개념은 문제의 소지가 있다. 예컨대 테라에서는 봉인 인장이 발견될 만한 행정 건물이 아직까지 발굴되지 않았다. 크레타 외 지역에서는 미노스 문자의 하나인 선형문자 A도 매우 드물게 나타난다. 따라서 이른바 ‘식민지’는 대부분이 상업 기지였으며, 정치적 역할은 제한적이었을 가능성이 크다.
신화에서 미노스가 크레타의 황소를 제물로 바치기를 거부한 이유는, 크레타에서 지배적이었던 무혈 제물의 관습을 어기고 싶지 않았기 때문으로 해석될 수 있다. 그러나 기원전 1700년경 고궁 시대 말기에는 피를 흘리는 황소 제사가 크레타에서 이미 시행되었다는 것이 고고학적으로 확인되어 있다.

## 발굴
에게해의 키클라데스 제도의 하나로 테라라고 하는 섬에서 기원전 2000년 무렵이라고 추측되는 오랜 옛날, 큰 분화가 일어났다. 그때 매몰된 도시가 1866년부터 7년에 걸쳐 프랑스인에 의하여 발굴되었으며, 용암 속에서 장식 무늬가 있는 도자기의 조각도 발견되었다. 2년 후, 후기 청동기 시대(이른바 미케네 시대)의 분묘가 로도스섬의 이말리수스에서 새로 발견되어, 특색 있는 도자기가 출토되었다. 이어서 독일인 하인리히 슐리만은 트로이 발굴 후인 1876년에 미케네의 발굴을 시도하여, 이름 높은 사자문(獅子門)의 남쪽에 있는 왕족의 분묘에서 대량의 금은과 기타 세공품을 발견했다. 
슐리만의 발굴로 그리스 태고문화 탐구가 점차 활기를 띠고 진행되어, 1900년, 영국인 아서 에번스는 크레타섬의 크노소스 유적 발굴에 손을 댔다. 에번스는 그리스 본토 및 그 밖의 여러 섬들의 소위 '미케네 문명'보다도 더 오랜, 한층 세련된 문화를 거기서 발견하였고, 이것이 에게 세계의 구명에 새로운 자극을 주었다. 에번스는 크노소스 출토의 유품, 특히 항아리의 형태나 장식 양식의 변화에서 크레타 청동기 시대의 연대 구분법을 안출(案出)하고, 또 크레타 문명에 '미노스 문명'이란 이름을 붙였다.

## 미술

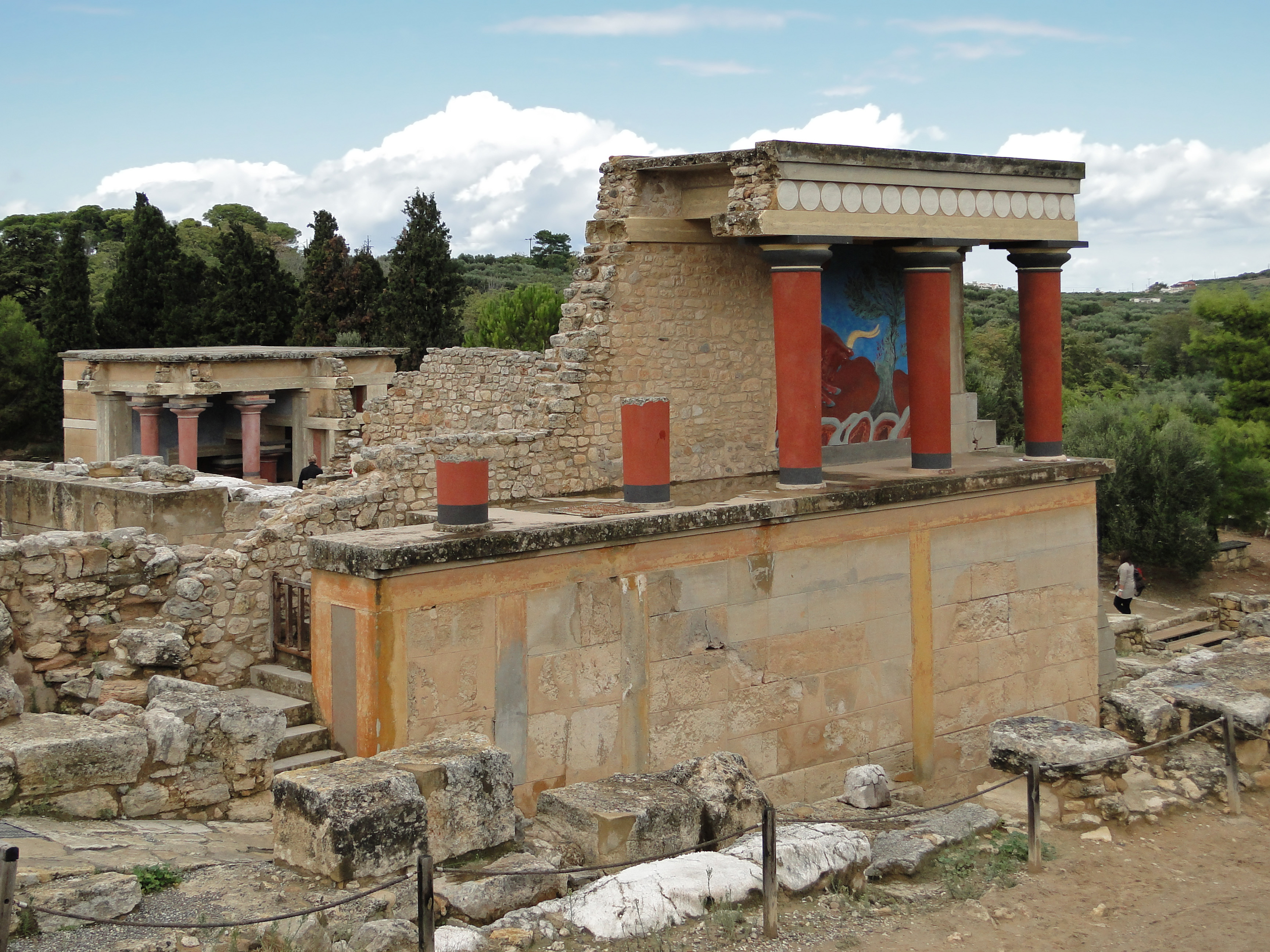
크노소스 궁전

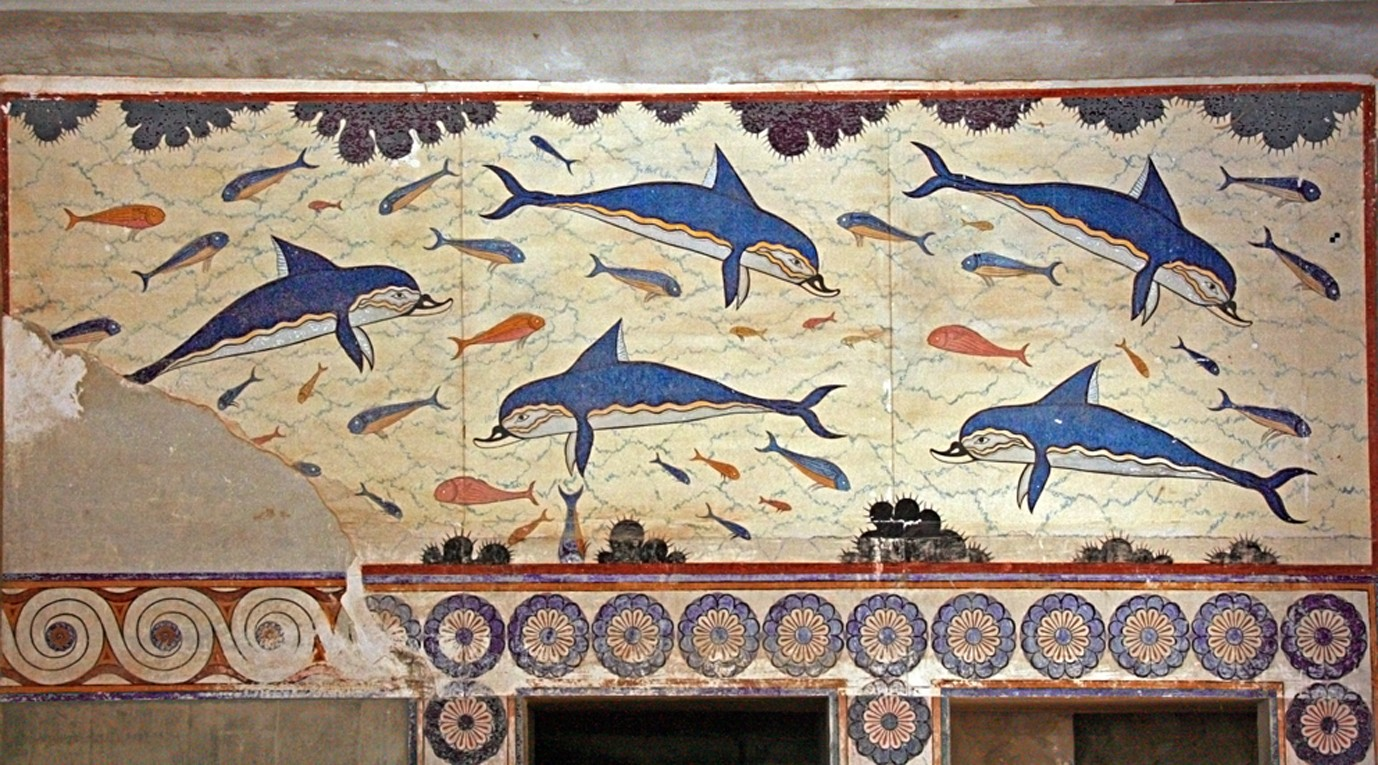
크노소스의 돌고래 프레스코 벽화

크노소스의 궁전은 낮고 가파르지 않은 언덕 위에 있다. 궁전의 가운데에 장방형의 커다란 뜰이 있고, 거실이나 침실·목욕탕 내지는 신전(神殿) 등, 여러 종류의 방들이 둘러싸고 있다. 방의 배치가 아주 불규칙하여 전체적으로 긴밀한 통일이 결여되어 있다 그러나 통풍이나 채광을 위한 고려(考慮)를 비롯하여 완전한 하수(下水)장치 등 위생시설에 대한 깊은 관심이 엿보인다. 그리고 저장실(貯藏室)에는 술·기름·곡물류를 넣는 커다란 항아리가 길게열을 지어 있어, 크레타 왕족의 부유함을 말해 주고 있다. 크노소스 궁전은 현재로는 옛날의 양식을 기초로 하여 부분적으로 복원(復元)되어 있다. 아름답게 장식된 옥좌(玉座)가 놓인 방의 건축에 있어서, 크레타인은 석재(石材)뿐 아니라 목재도 사용했다. 흥미있는 것은 낮은 주춧돌 위에 고정시켜 세운 나무기둥이, 상부(上部)에서 하부(下部)를 향해 차차 가늘게 되어 있는 점이다.
크레타인은 대리석이나 청동의 큰 조상(彫像)은 만들지 않았다. 벽화를 보면 그들이 특히 자연이나 동물에 대해서 친숙한 감정을 가지고 있음을 알 수 있다. 옥좌가 놓인 방의 벽화에서는 기복(起伏) 있는 땅 위에 백합 비슷한 꽃이 피어 있고, 옥좌의 양측에 우아한 형체를 가진 신화·전설상의 동물이 가로누워 있다. 또한 크레타의 벽화에는 헤엄치고 있는 물고기나 남녀의 행렬 등을 그린 것도 있다. 남자는 허리가 호리호리하고, 대체로 허리에 띠만을 두르고 있다. 여자는 꼭 끼는 옷을 입었고, 그 스커트에는 이따금 꼰 끈이나 레이스의 장식이 붙어 있다. 크노소스의 궁중 여관(宮中女官)을 그린 벽화에서는, 여자들이 화려한 의복을 걸치고, 값비싼 장신구를 붙이고 있다. 여기서도 크레타 문명의 세련된 일면과 동시에 여자가 차지한 사회적 지위가 높았음이 엿보인다.

## 같이 보기
- 캅카스
- 힉소스
- 바다 민족

## 참고 문헌
- 이 문서에는 다음커뮤니케이션(현 카카오)에서 GFDL 또는 CC-SA 라이선스로 배포한 글로벌 세계대백과사전의 내용을 기초로 작성된 글이 포함되어 있습니다.